# Cappella Cantone
Cappella Cantone ist eine italienische Gemeinde (comune) in der Provinz Cremona in der Lombardei mit 541 Einwohnern (Stand 31. Dezember 2023). Die Gemeinde liegt etwa 19 Kilometer nordwestlich von Cremona. Der Verwaltungssitz der Gemeinde befindet sich im Ortsteil Santa Maria dei Sabbioni.

## Verkehr
Durch die Gemeinde führt die frühere Strada Statale 415 Paullese von Paullo nach Cremona.